# 觸摸偵探 小澤里奈
《觸摸偵探 小澤里奈》（簡稱“觸摸偵探”），是一個点击式解謎冒險遊戲，其平台為任天堂DS。玩家主要使用任天堂DS的輕觸屏遊玩。此遊戲是由BeeWorks開發，並在日本由Success發佈。而在美國和歐洲，此遊戲則分別由Atlus和505遊戲大街發佈。於2011年8月4日，《觸摸偵探》在iOS平台上發佈，遊戲的第一章亦可免費下載。

## 遊戲
玩家在遊戲中控制偵探小澤里奈，並接連地解開小鎮上的謎團。遊戲的畫風及劇情均帶有不少夢幻的成分，例如第一個案子涉及一個夢之盜賊。GameZone的評論家史蒂芬·霍珀指出「此遊戲的藝術風格讓人感到如同一個蒂姆·伯顿版本的乔恩·瓦斯奎兹漫畫」。除了主要情節，遊戲中亦有許多額外、簡單的謎團供玩家解開。而且玩家在遊戲中所觸摸的物品，亦會加入一個觸摸筆記。
玩家只能透過任天堂DS的輕觸屏遊玩。遊戲中的主要命令包括步行、對話和調查。玩家能看自己收集了哪些物品，並能用物品和周邊環境或角色互動。玩家可以和不同角色對話，以獲取更多資訊或觸發情節。而小澤里奈的寵物方吉，亦會幫助解謎。

## 情节

### 角色
小澤里奈本作的主角，偵探，在管家的幫助下營運著一家偵探社。善于使用逻辑去思考，並且對於触覺非常敏感，故有「觸摸偵探」的名號。
爱美小澤里奈的朋友，住在小鎮的公寓內。天然呆，經常會無故消失，且有時候會拒絕和任何人談話。遊戲中小澤里奈的所有案件都是她委託的。
千岁小澤里奈的朋友，自稱为超级侦探，經常搶著要比小澤里奈更早破案。其性格衝動，經常沒思考後果便已作出行動。
管家小澤里奈的管家，亦是一個天才發明家，其發明往往能幫助小澤里奈解謎。其家族在過往300年一直服侍著小澤家。
方吉一個能走動的蘑菇，是小澤里奈的寵物。他會跟隨著小澤里奈。

### 劇情
小澤里奈希望加入大偵探社，但要加入該社，必先呈上自己的調查報告。因此，小澤里奈開始了接受委託。
第一章——劫案爱美來到小澤里奈的偵探社，並指出自己的夢境被盜去了。而小澤里奈透過使用管家的發明，進入了爱美的夢境，並發現犯人是一個怪物。經過詳細調查，小澤里奈發現犯人是糕點廚師，她希望以爱美的美夢制作美味的甜夢蛋糕。最終，爱美允許糕點廚師取走部份美夢。
第二章——消失爱美失蹤了，而其房間亦有被入侵的跡象。後來，小澤里奈發現千岁是入侵者，但千岁仍讓小澤里奈找到指向天文館的線索。最終，小澤里奈發現天文館館長是犯人，並成功擒下犯人，拯救了爱美。
第三章——滯留爱美聲稱她在溜冰場看到了一個冰仙子，但小澤里奈看不到它。而同時，溜冰場的主人亦厭倦寒冷的溜冰場，因而決定提升其室溫，使得冰仙子面臨生命危險。最終，小澤里奈及千岁透過念咒語讓爱美變成天使，使得小鎮下雪，冰仙子也能回家。
第四章——襲擊爱美聲稱有宗謀殺案在馬戲團發生了，然而實際上這是一宗襲擊案。開始時，小澤里奈懷疑其中一個馬戲團團員是犯人，但當一個巨大鐵砧差點把所有馬戲團團員殺死時，小澤里奈便轉而懷疑一個前馬戲團團員。最終，小澤里奈發現該前馬戲團團員正正是犯人，因為過去的仇恨而要報復。

## 評價
此遊戲獲得的評價一般。截至2007年3月4日，《觸摸偵探小澤里奈》獲得GameRankings 65%的評分。大部份評論家稱讚其遊戲風格及呈現，但批評其遊戲內容。IGN指出「此遊戲的視覺風格很棒，而其音樂及音效亦非常具娛樂性」，然而卻批評其「充滿令人困惑的謎題、不能提供信息的角色、以及整體體驗較為淺」。Gamesradar給予此遊戲5/10分，稱讚遊戲具幽默感、可愛的畫風和有趣的對話，但就批評經常卡關。而1UP的杰里米·帕里什則給予此遊戲C的評級，揶揄此遊戲的主角為「觸碰所有地方直至你找到答案的偵探」，批評遊戲常常卡關，但就稱讚其角色間的對話寫得很好。

## 續作
此遊戲的續作，《觸摸偵探小澤里奈2 ½》，於2007年5月24日在日本發佈。
在日本，配角方吉反而獲得了比主角更大的人氣，BeeWorks因此發佈了一個方吉的遊戲——《觸摸偵探菇菇栽培研究室》。該遊戲於2011年6月30日在iPhone和iPad上發佈，並在2011年12月21日在Android上發佈。此遊戲的「季節」版本在2011年12月2日發佈，並且馬上成為了日本App Store上最多人下載的程序。到了2011年末，該遊戲已累積的逾100萬次下載。到了2012年3月，Beeworks開始售賣各種方吉產品。

於2013年5月30日，Beeworks表示《觸摸偵探小澤里奈3》將會發佈。最後，Beeworks於2014年5月發佈《触摸侦探小沢里奈3 滑子菇梦到香蕉？》，其平台為任天堂3DS。

## 外部連結
- 官方网站 （日語）
- 官方网站（英文）